# Wormaldia yavuzi
Wormaldia yavuzi är en nattsländeart som beskrevs av Füsun Sipahiler 1996. Wormaldia yavuzi ingår i släktet Wormaldia och familjen stengömmenattsländor. Inga underarter finns listade i Catalogue of Life.